# Hohes Wäldchen
Das Hohe Wäldchen ist die mit ca. 378 m ü. NHN höchste Erhebung des Nutscheid. Es liegt im Norden der Gemeinde Windeck direkt an der Südwestgrenze der Stadt Waldbröl.

## Naturschutzgebiet
Die Naturschutzgebiete „Hohes Wäldchen“ (I und II) sind fünf Hektar groß und wurden ehemals militärisch genutzt. Deswegen wurde die kleine Fläche auf dem Waldrücken offen gehalten, wodurch sich Zwergstrauchheide und Magergrünland entwickeln konnten. Zwergstrauchheiden breiten sich als erste Vegetationsform auf nährstoffarmen Sandböden aus, werden aber ebenfalls wie das Magergrünland oft durch intensive Bewirtschaftung verdrängt. Besonders bedroht sind diese Flächen hier durch eine Verbuschung mit Ginster und müssen daher ständig offen gehalten werden. 1999 wurde das Gelände Naturschutzgebiet und wird seitdem regelmäßig durch Schafe beweidet, deren Verbiss für eine Ausweitung der selten gewordenen Landschaftsform sorgt.
Im Gebiet wurden 526 Insektenarten festgestellt, daneben z. B. Baumpieper, Ringelnatter und Schlingnatter.